# Beni Hasan
Beni Hasan (scritto anche come Bani Hasan, o anche Beni-Hassan) (in arabo بني حسن‎?) è il sito della necropoli dell'antica città egizia di Menat Khufu. Si trova a circa 20 chilometri a sud della moderna Minya nella regione del Medio Egitto, nell'area compresa tra Asyūṭ e Menfi ed a nord dell'antica Ermopoli.
Il complesso funerario comprende tombe risalenti principalmente al Medio Regno (dinastie XI e XII) anche se sono presenti sepolture, circa 900, risalenti dalla VI dinastia al Primo periodo intermedio. Tra le tombe più rilevanti quelle dei governanti del 16º distretto dell'Alto Egitto (Orice) il cui capoluogo, l'antica Hebenu, probabilmente l'odierna Zawyet el-Maiyitin doveva trovarsi appunto nei dintorni di Beni Hasan.

## Tombe

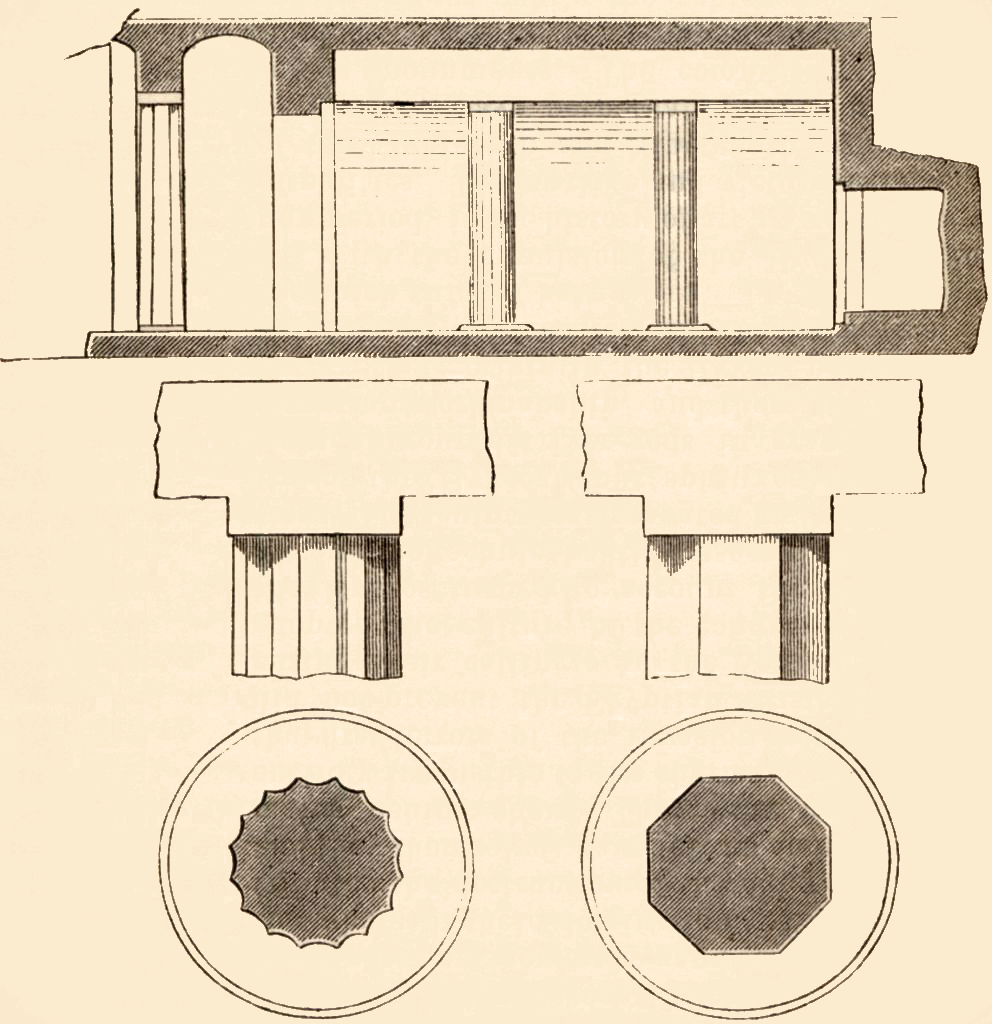
Sezione di tomba a Beni Hasan

Le tombe dei governanti, o nomarchi, circa una decina, sono tombe rupestri scavate nella falesia rocciosa, di cui le più note sono quelle dei nomarchi Amenemhat, padre del futuro Amenemhat II e Khnumhotep.
Molte delle tombe sono riccamente decorate al punto da poter rivaleggiare con le sepolture reali dello stesso periodo pur essendo più limitate nello sviluppo strutturale ma presentando camere funerarie elaborate, cappelle votive e vestiboli.
Nella cappella votiva veniva posta la statua del defunto oppure una stele.

## Esplorazioni
Il sito fu esplorato inizialmente da Jomard nel 1798, successivamente documentato in "Monumenti dell'Egitto e della Nubia" della spedizione franco-toscana del 1828 e da Lepsius nel suo "Monumenti".
Ma solo nel 1890 la necropoli venne esplorata sistematicamente da Newberry e Carter.

## Galleria d'immagini

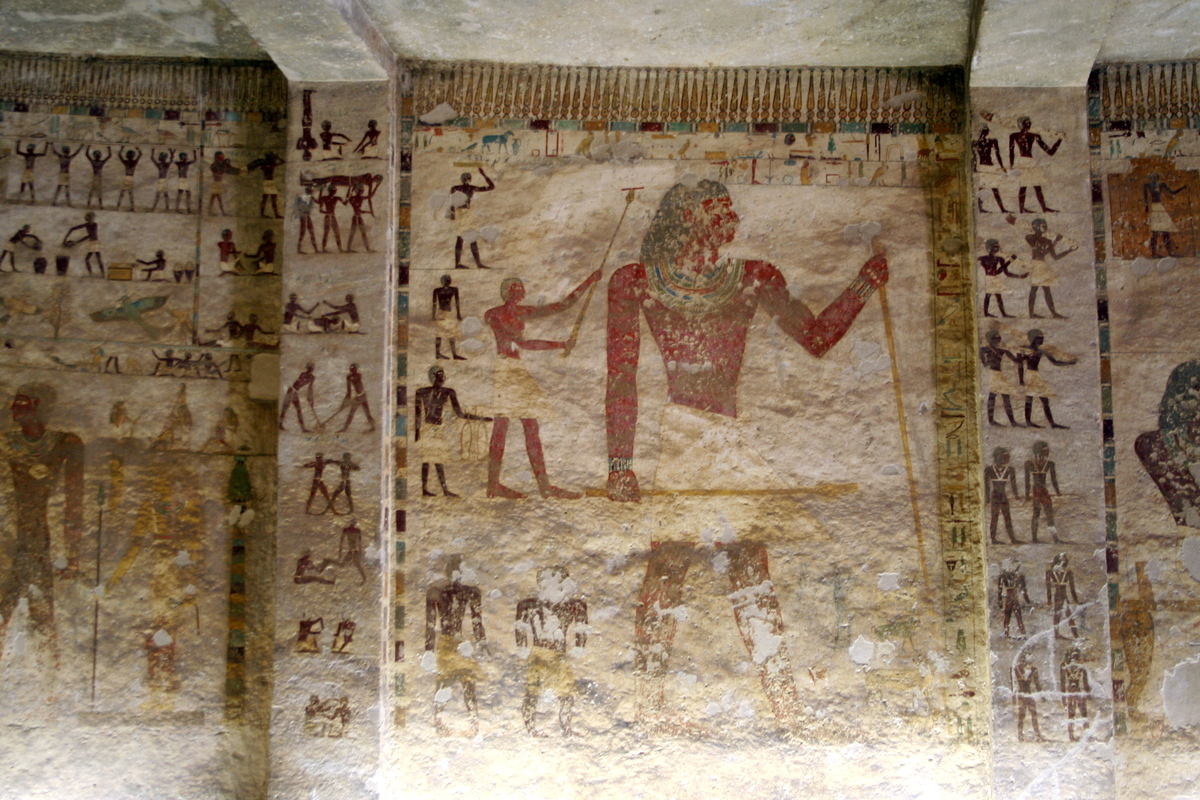
Dipinto all'interno di una sepoltura, XII dinastia
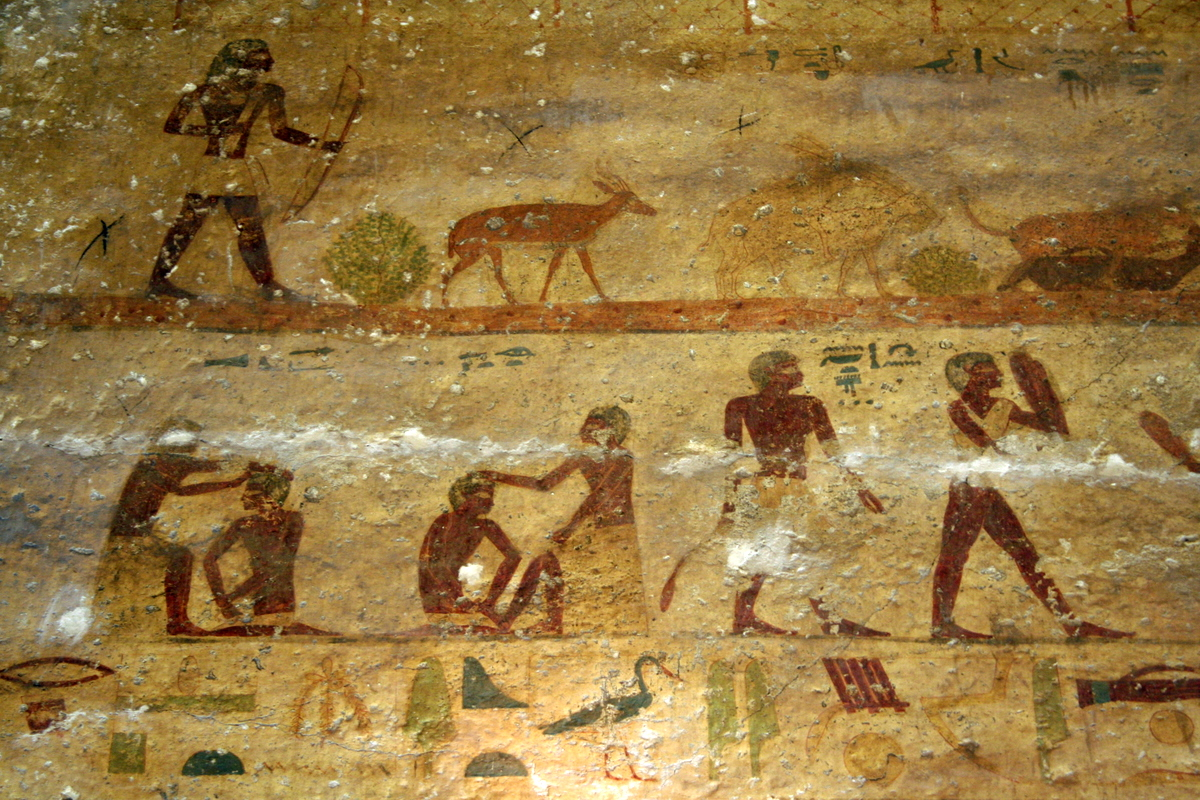
Dipinto all'interno di una sepoltura, XII dinastia
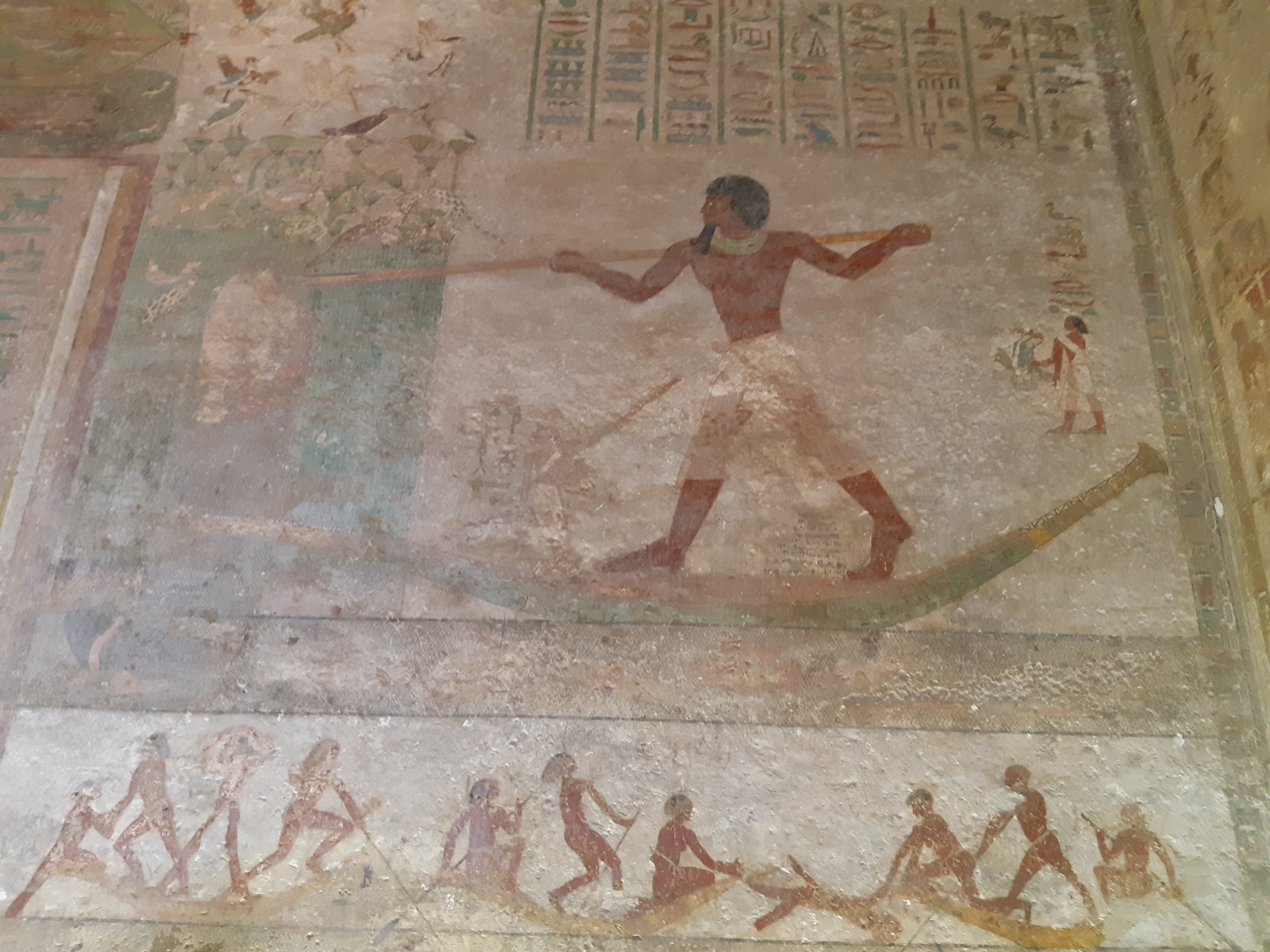
Dipinto all'interno di una sepoltura, XII dinastia
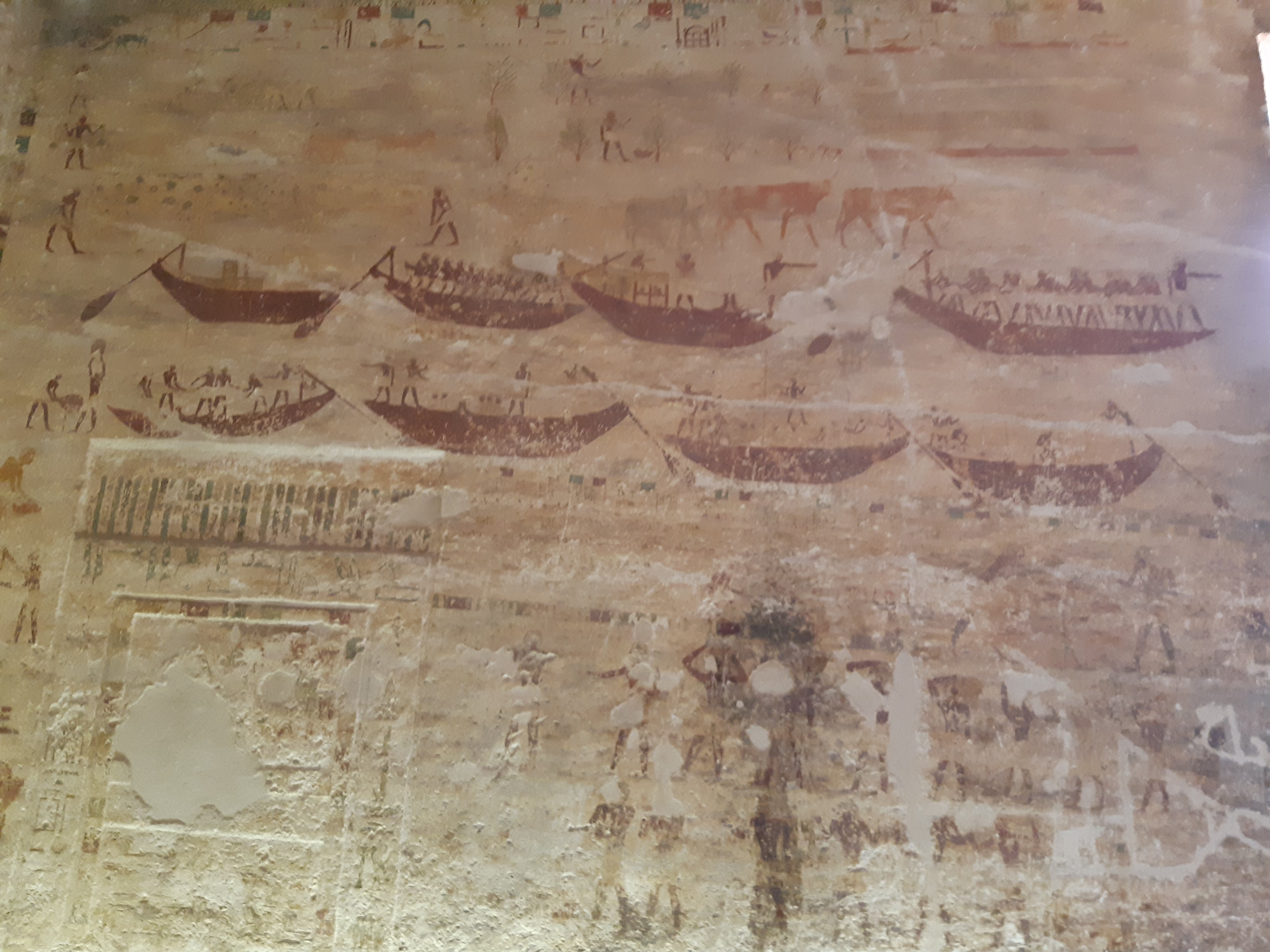
Dipinto all'interno di una sepoltura, XII dinastia
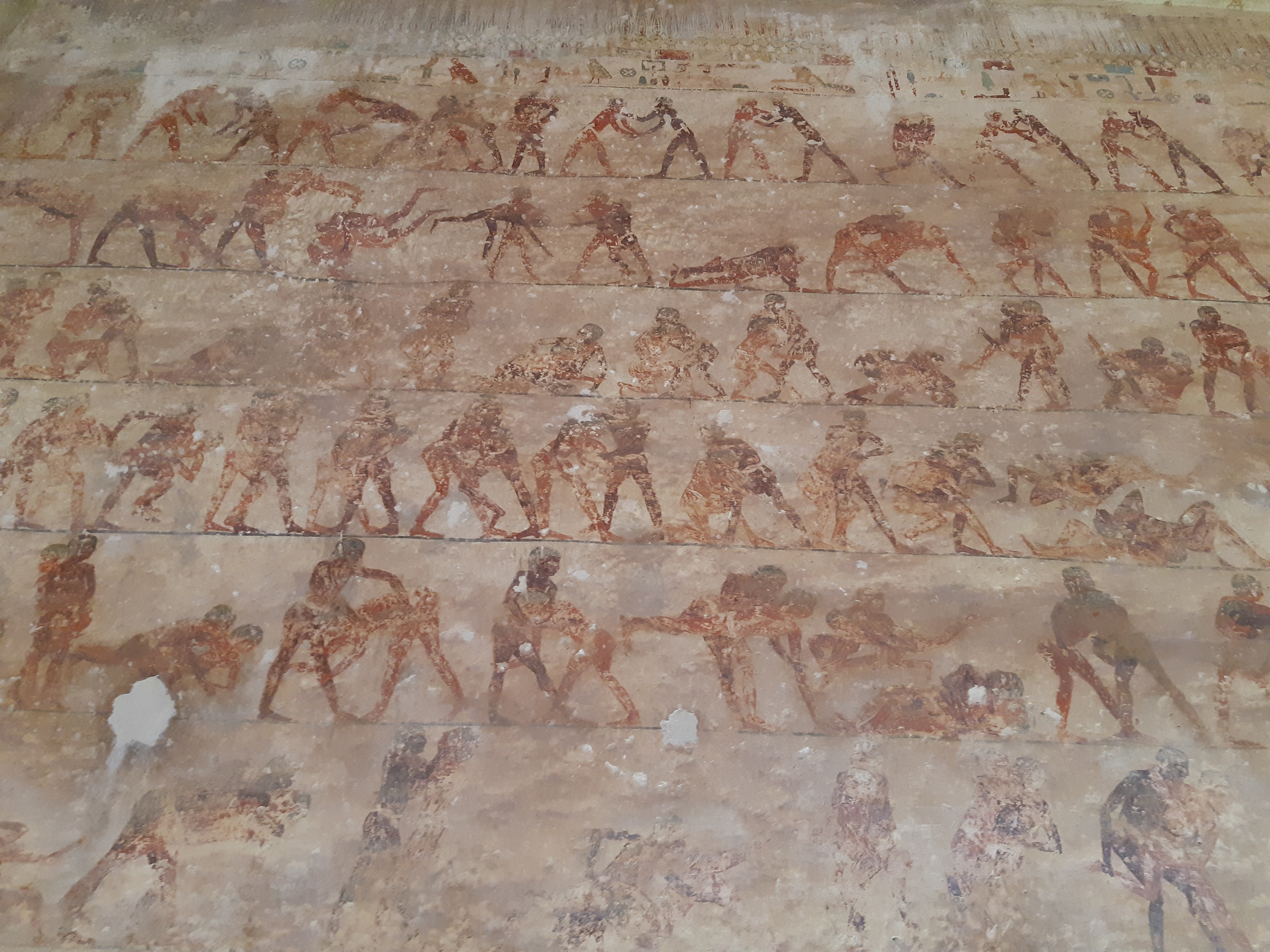
Dipinto all'interno di una sepoltura, XII dinastia
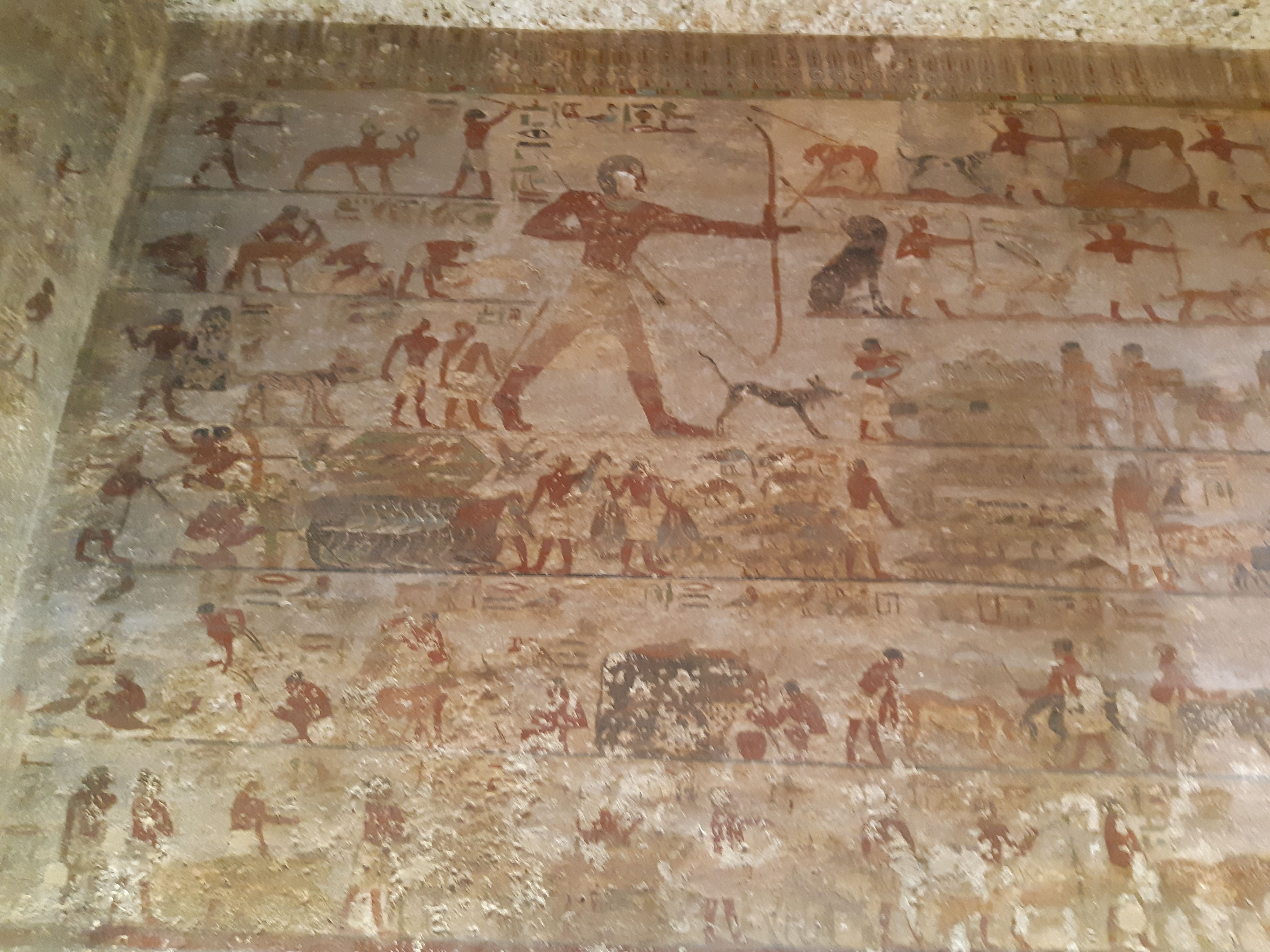
Dipinto all'interno di una sepoltura, XII dinastia
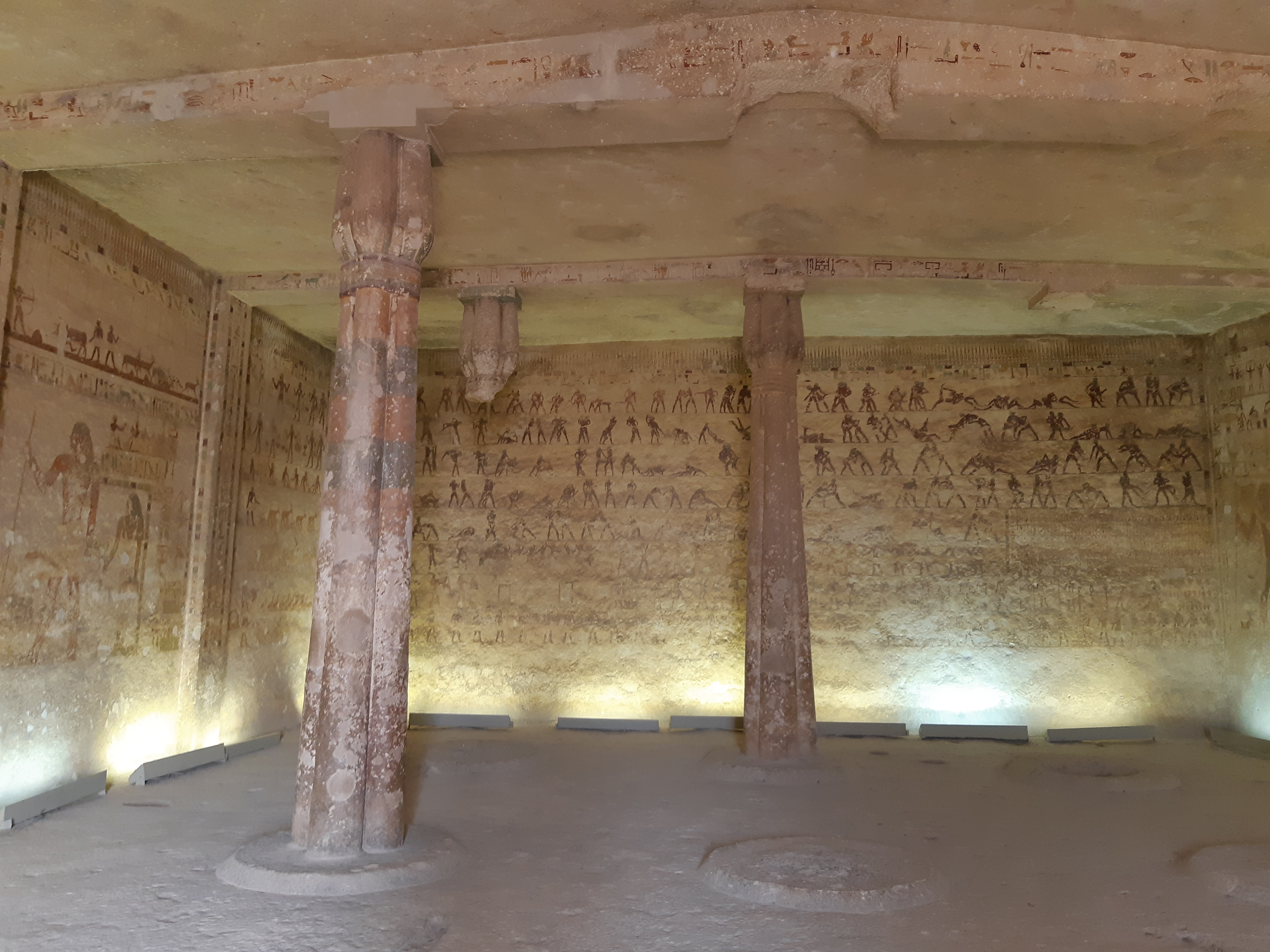
Dipinto all'interno di una sepoltura, XII dinastia
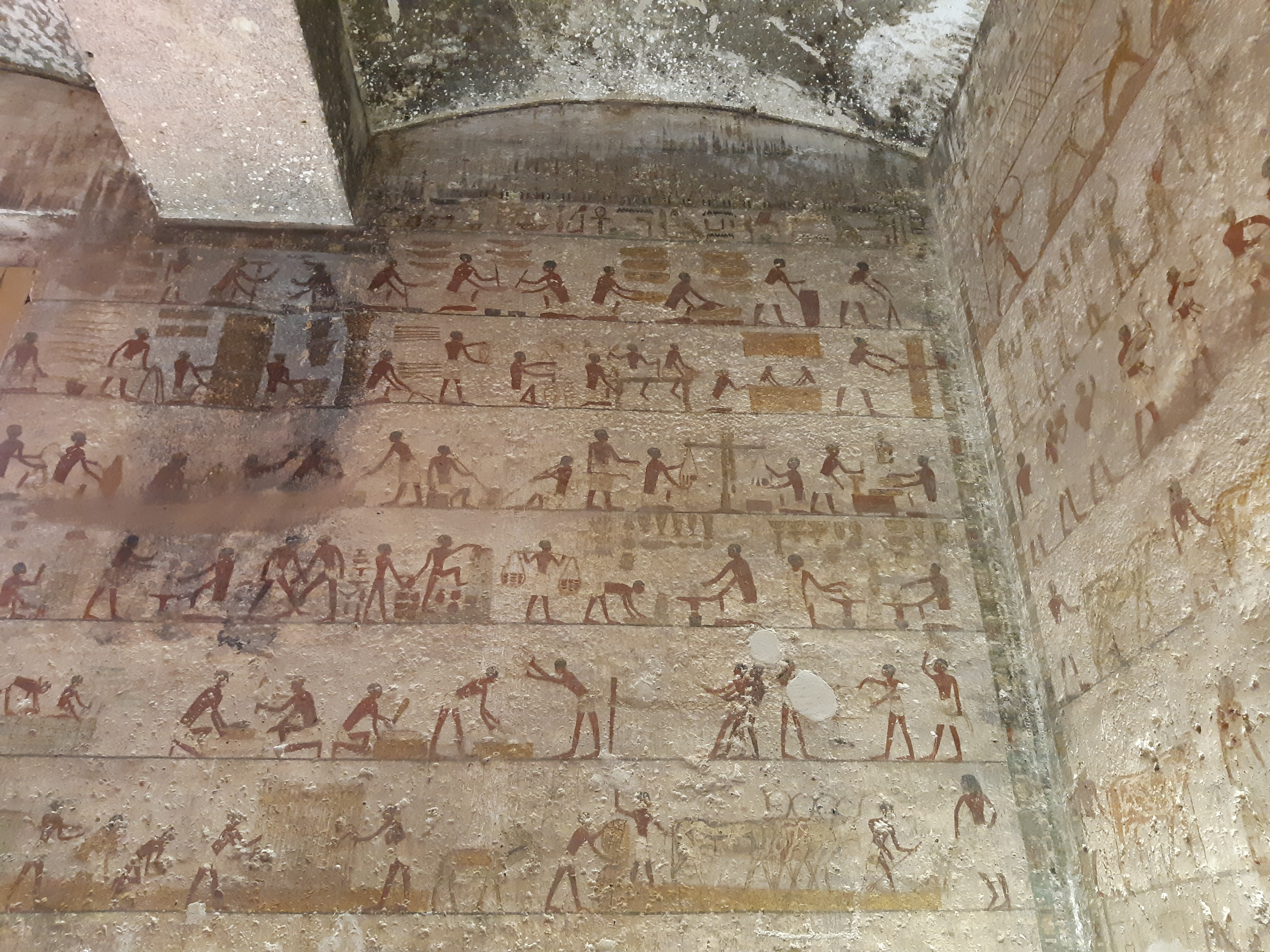
Dipinto all'interno di una sepoltura, XII dinastia